# Disneys renässans
Disneys renässans är namnet på en period då Disney återigen lyckades göra kommersiella och framgångsrika filmer. Renässansen varade mellan åren 1989 till 1999. Genom att utforska nya tekniker med att animera, skapa karaktärer och göra unika berättelser, gjorde det att företaget blev framgångsrika igen, precis som när Walt Disneys fortfarande var vid liv, fram till hans död 1966.  

## Bakgrund
Efter Walts bortgång 1966, hade Walt Disney Animation Studios svårt med att göra filmer utan hans råd och vägledning. Don Bluth lämnade Disney under slutet på 70-talet för att skapa sin egen animationsstudio tillsammans med andra animatörer. I två decennier hade Disney tappat sin popularitet och filmerna var inte lika framgångsrika som tidigare Disney-klassiker. När Taran och den magiska kitteln hade premiär 1985, var företaget på gränsen till att gå i konkurs, men klarade sig när det släppte ut Mästerdetektiven Basil Mus ett år efter. 1989 gick Disney tillbaka till att göra filmer baserad på minnesvärda sagor. Genom att göra mer starka kvinnliga karaktärer, och blanda handritade karaktärer med datoranimerade bakgrunder till deras filmer, gjorde det att vindarna vände för Disney. Under resten av 90-talet hade det gjort succéer som Den Lilla Sjöjungfrun, Skönheten och Odjuret, Lejonkungen, Aladdin, Ringaren i Notre Dame och Tarzan. När Pixar började göra populära filmer som Toy Story och Ett Småkryps Liv, tappade Disney sin popularitet under början av 2000-talet, vilket skulle leda till en tid känt som The Experimental Era, vilket varade mellan 2000 till 2009.